# Bahnhof Chomutov
Der Bahnhof Chomutov (bis 1945 deutsch: Komotau) ist eine als Bahnhof („Stanice“) klassifizierte Betriebsstelle im nordböhmischen Verwaltungsbezirk Ústecký kraj in Tschechien. Sie liegt auf dem Gebiet der Stadt Chomutov unter der Adresse Nádražní 594, 430 01 Chomutov. In der Station treffen vier Bahnstrecken aufeinander.

## Geographische Lage
Der Bahnhof Chomutov liegt auf einer Höhe von 355,00 Metern im Westen der Stadt Chomutov im Nordböhmischen Becken am südlichen Fuß des Erzgebirges.

## Namen
- bis 1919: Komotau
- 1919 bis 1938: Komotau / Chomutov
- 1938 bis 1945: Komotau
- seit 1945: Chomutov

## Geschichte

### 1870 bis 1918

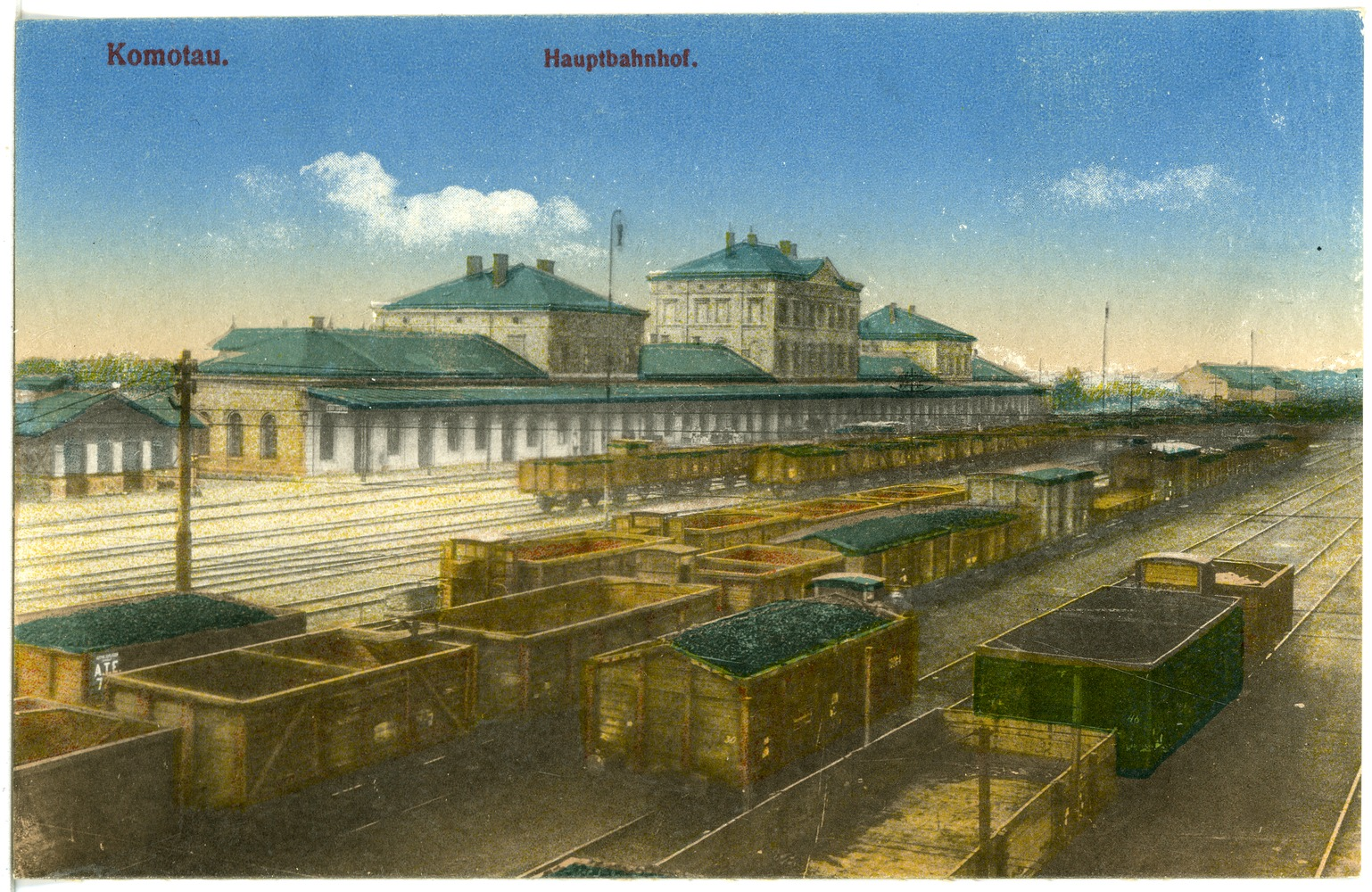
Bahnhof Komotau (1917)

Der Bahnhof Komotau wurde am 8. Oktober 1870 gleichzeitig mit dem Abschnitt Dux–Komotau der
Bahnstrecke Aussig–Komotau eröffnet, die von der Aussig-Teplitzer Eisenbahn betrieben wurde. Am 19. Dezember 1872 wurde der Abschnitt Osseg–Komotau der Bahnstrecke Bodenbach–Komotau in Betrieb genommen, welcher von der Dux-Bodenbacher Eisenbahn-Gesellschaft betrieben wurde.
Bereits am 4. Februar 1871 erweiterte die Buschtěhrader Eisenbahn ihr Streckennetz mit der zweigleisigen Verbindung zwischen Lana über Priesen bis Komotau mit einer Länge von 83,8 km maßgeblich und stellte damit eine Direktverbindung zwischen Prag und Komotau her. In Komotau entstand ein eigener Bahnhof, der gemeinsam mit der Aussig-Teplitzer Eisenbahn genutzt wurde. Die nächsten beiden eröffneten Strecken gehörten ebenfalls der Buschtěhrader Eisenbahn. Dies war zunächst die am 1. August 1872 eingeweihte eingleisige Bahnstrecke Komotau–Weipert/Reitzenhain über 57,7 km auf den Kamm des Erzgebirges von Komotau nach Weipert mit der in Krima-Neudorf anschließenden Strecke über Sebastiansberg zum sächsischen Eisenbahnnetz in Reitzenhain. Als Nächstes erfolgte am 1. März 1873 die Inbetriebnahme der 12 km langen Strecke von Komotau nach Kaaden-Brunnersdorf, welche den letzten Abschnitt der durchgängigen Bahnstrecke Komotau–Eger darstellte. Die am 1. Februar 1887 eröffnete Bahnstrecke Potscherad–Wurzmes stellte eine Schienenverbindung von Komotau nach Pilsen her. Mit den fünf einmündenden Bahnstrecken Prag–Komotau, Komotau–Eger, Komotau–Weipert, Aussig–Komotau und Bodenbach–Komotau war der Bahnhof Komotau einer der fünf wichtigsten Eisenbahnknotenpunkte in Nordböhmen. Da alle Strecken ursprünglich drei privaten Eisenbahngesellschaften gehörten, besaßen die Aussig-Teplitzer Eisenbahn, die Dux-Bodenbacher Eisenbahn-Gesellschaft und die Buschtěhrader Eisenbahn jeweils einen eigenen Teil der Gleisanlagen, einen eigenen Vorstand und eigenes Personal am Komotauer Bahnhof.
Das ausgedehnte Bahnhofsareal hatte eine Länge von 1600 Metern, 14 Haupt- und 25 Nebengleise, sowie 140 Weichen. Im Buschtěhrader Bahnhof mit seinen schönen Räumlichkeiten befand sich ein großer Speisesaal.

### 1918 bis 1945
Nach der Gründung der Tschechoslowakei infolge des Ersten Weltkriegs erhielt der Komotauer Bahnhof offiziell den tschechischen Namen „Chomutov“. Aufgrund der Lage in einem mehrheitlich deutschsprachigen Gebiet blieb auch die bisherige deutsche Bahnhofsbezeichnung erhalten. Alle Bahnhofsbeschilderungen waren fortan zweisprachig. Anfang der 1920er Jahre wurden die meisten privaten Bahnen in der Tschechoslowakei per Gesetz verstaatlicht und fortan in das Netz der Tschechoslowakischen Staatsbahnen (ČSD) eingegliedert. Die verschiedenen Bahnhofsteile wurden zu einer Einheit verschmolzen und einem einzigen Vorstand unterstellt. Während der einstige Buschtěhrader Bahnhof zum Personenbahnhof mit der Zusatzbezeichnung Hauptbahnhof wurde, erhielt der ehemalige Bahnhof der Dux–Bodenbacher Bahn die Funktion als Rangierbahnhof. Die Haltestelle der einstigen Aussig–Teplitzer Eisenbahn wurde dem Bahnhofsvorstand unterstellt. Bezüglich des Personals wurde die neue politische Zugehörigkeit der Stadt und des Bahnhofs Chomutov / Komotau spürbar. Die deutschböhmischen Bahnhofsbediensteten wurden zunehmend durch Tschechen ersetzt, auch wenn sie die Auflage erfüllt hatten, die tschechische Sprache zu erlernen.
Mit der Angliederung des Sudetenlandes an das Deutsche Reich am 1. Oktober 1938 änderte sich die Situation vollständig. Der Bahnhof erhielt wieder den deutschen Namen Komotau und wurde mit dem Bahnbetriebswerk wie alle sudetendeutschen Eisenbahnstrecken zwischen Karlsbad und Reichenberg samt den dort befindlichen Bahnbetriebswerken am 10. Oktober 1938 der Reichsbahndirektion Dresden der Deutschen Reichsbahn unterstellt. 300 deutsche Eisenbahner wurden in den Anfangsmonaten wieder eingestellt. Auf den Bahnstrecken nach Weipert und Reitzenhain, auf denen nun die Staatsgrenze entfiel, erfolgte dennoch bis 1945 kein durchgängiger Reisezugverkehr zwischen Chemnitz und Komotau. Einzig im Güterverkehr gab es durchgängige Züge, dabei fand in Weipert ein Lokwechsel statt. Da mit dem Ausbruch des Zweiten Weltkriegs viele männliche Beamte und Angestellte zum Kriegsdienst einberufen wurden, mussten Frauen den Dienst als Zugführerinnen und Schaffnerinnen übernehmen. Um der im Laufe des Kriegs immer stärker werdenden Gefahr durch alliierte Fliegerangriffe zu begegnen, wurde ein Luftschutzdienst im Bahnhof eingerichtet. Kurz vor Kriegsende erfolgte im April 1945 durch einen Luftangriff die vollständige Zerstörung des Komotauer Hauptbahnhofs, der wegen seiner Bedeutung im Schienenverkehr ein wichtiger Eisenbahnknoten in Nordböhmen war und bis heute ist.

### 1945 bis zur Gegenwart
Nach dem Ende des Zweiten Weltkriegs 1945 kam der Bahnhof wieder zu den ČSD. Der deutsche Bahnhofsname Komotau wurde nunmehr durch die tschechische Version Chomutov ersetzt. Aufgrund der völlig veränderten politischen Verhältnisse fand auf der Bahnstrecke nach Vejprty nach 1945 kein grenzüberschreitender Verkehr mehr statt. Ab dem 9. Juni 1945 erfolgte die Vertreibung der deutschböhmischen Bevölkerung. Um auf dem Bahnhof Chomutov kein großes Aufsehen zu erregen, erfolgten die Vertreibungstransporte vom Gelände der Komotauer Edelstahlhütte (Poldihütte) südlich von Chomutov. Die Transporte führten über den Bahnhof Cheb nach Bayern oder über Aš nach Sachsen.
Der großflächige Braunkohlebergbau im Nordböhmischen Becken erlebte in den Jahrzehnten nach 1945 seinen Höhepunkt. Damit einher ging die mehrmalige Verlegung der Bahntrassen östlich und westlich von Chomutov, wodurch heute nur noch vier Bahnstrecken direkt in den Bahnhof Chomutov einmünden. Um Chomutov sind weiterhin etliche Betriebe der Braunkohleverarbeitung an das Schienennetz angebunden. Aufgrund geringer Auslastung verkehrt auf der Bahnstrecke nach Vejprty seit dem 9. Dezember 2007 nur noch ein touristisch orientierter Verkehr in den Sommermonaten (Mai bis September).

## Lokdepot am Bahnhof Chomutov
Im ehemaligen Bahnbetriebswerk des Bahnhofs Chomutov befindet sich seit 2007 das Lokdepot des Technischen Nationalmuseums in Prag, in dem sich mit etwa 100 Lokomotiven, Triebwagen, Waggons und Draisinen verschiedener Spurweiten ein Großteil der Ausstellungsstücke befindet. Die Exponate in den zwei Lokschuppen und einer Montagehalle stellen somit die größte Eisenbahnsammlung der Tschechischen Republik dar.

## Bilder

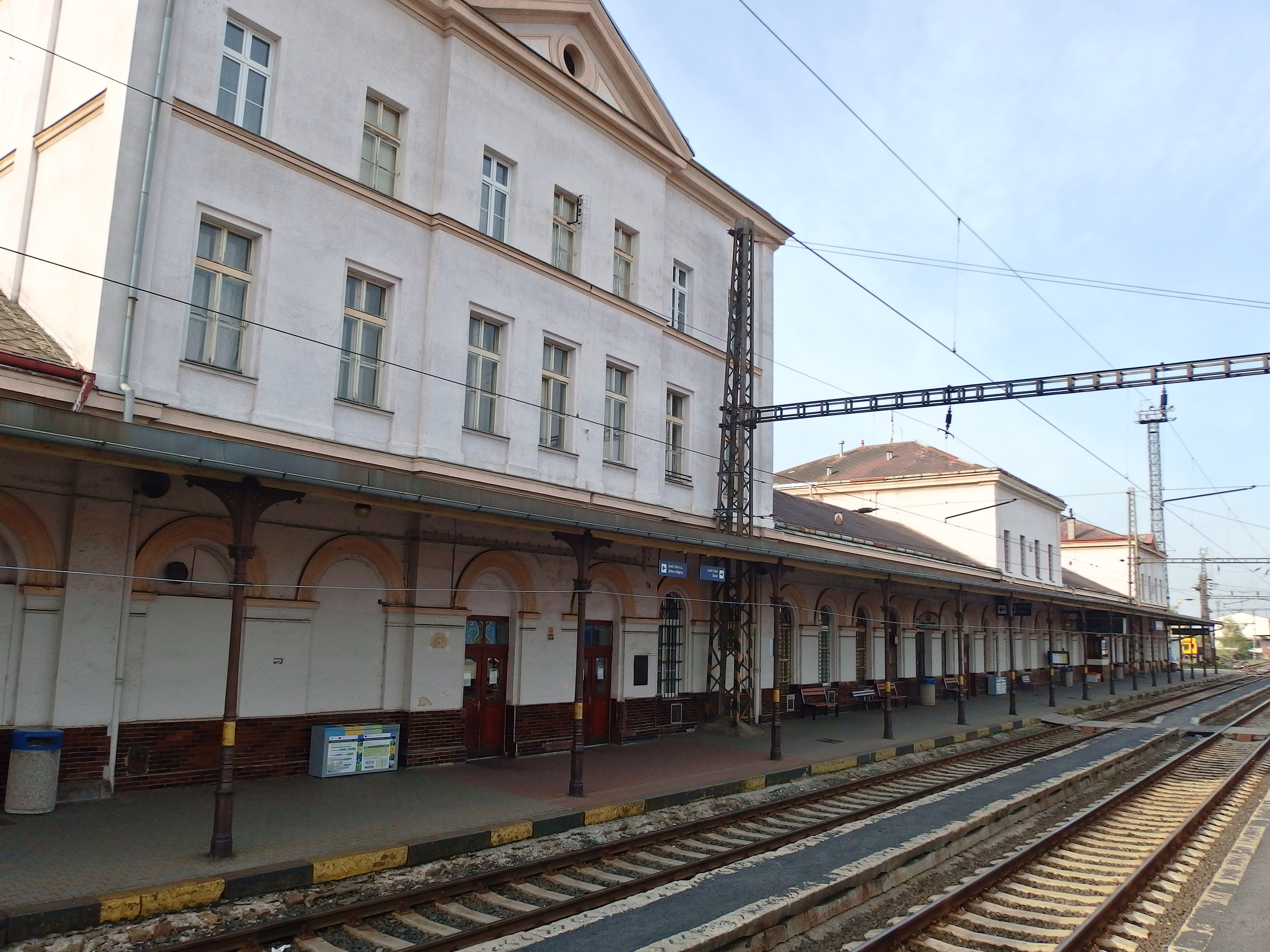
Bahnhof Chomutov, Empfangsgebäude (Gleisseite)
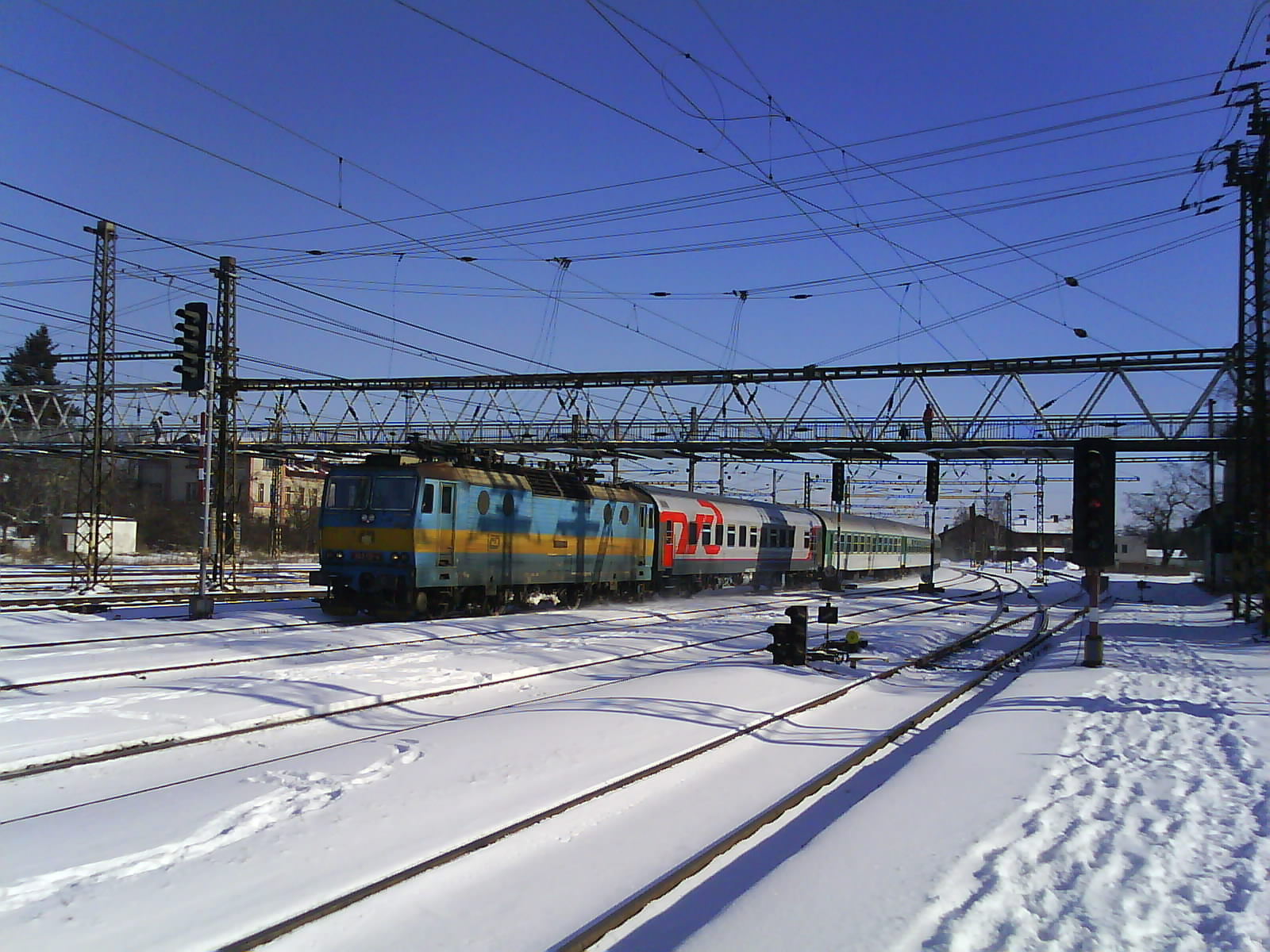
Zug im Bahnhof Chomutov
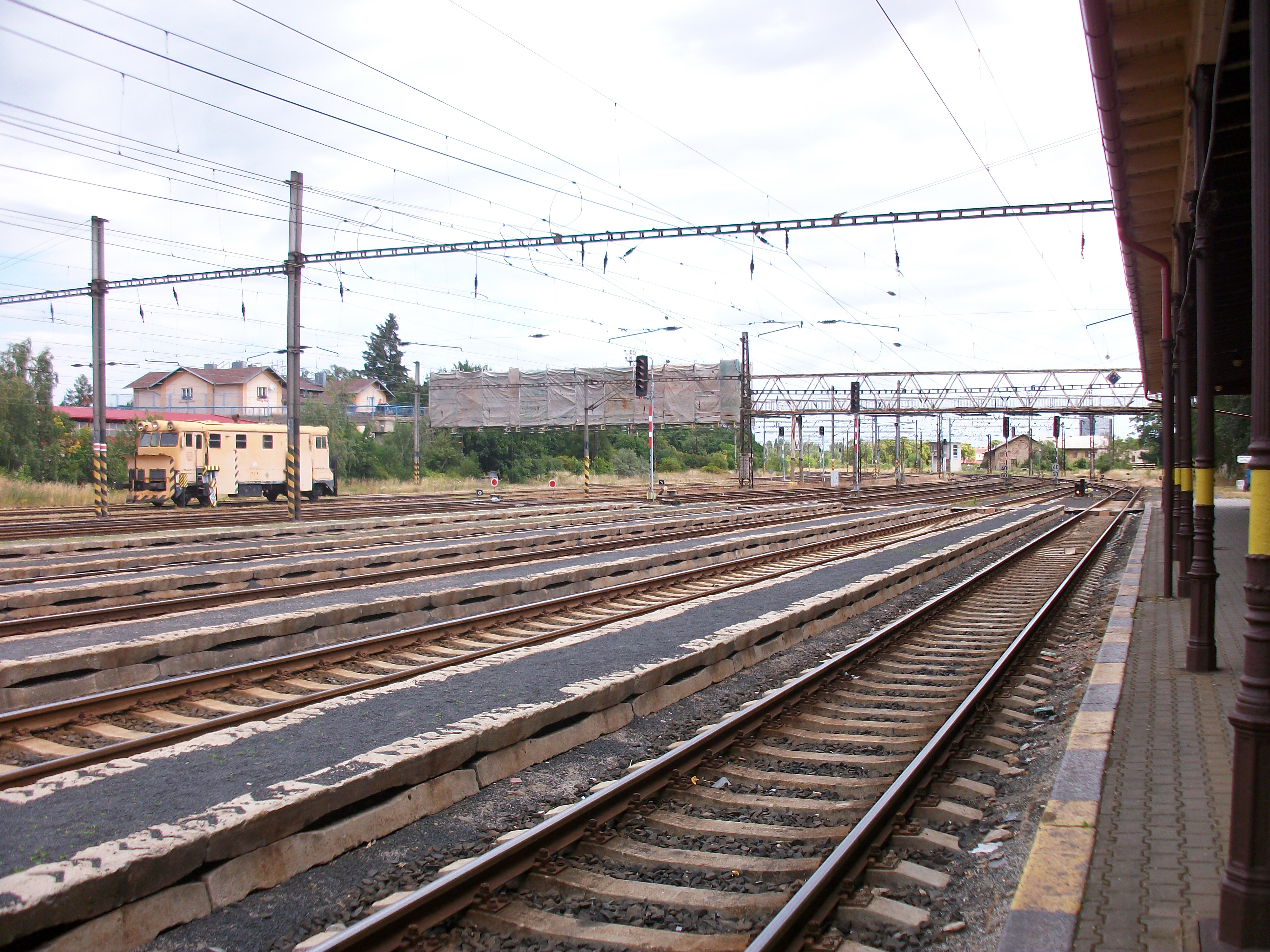
Bahnhof Chomutov (2018)
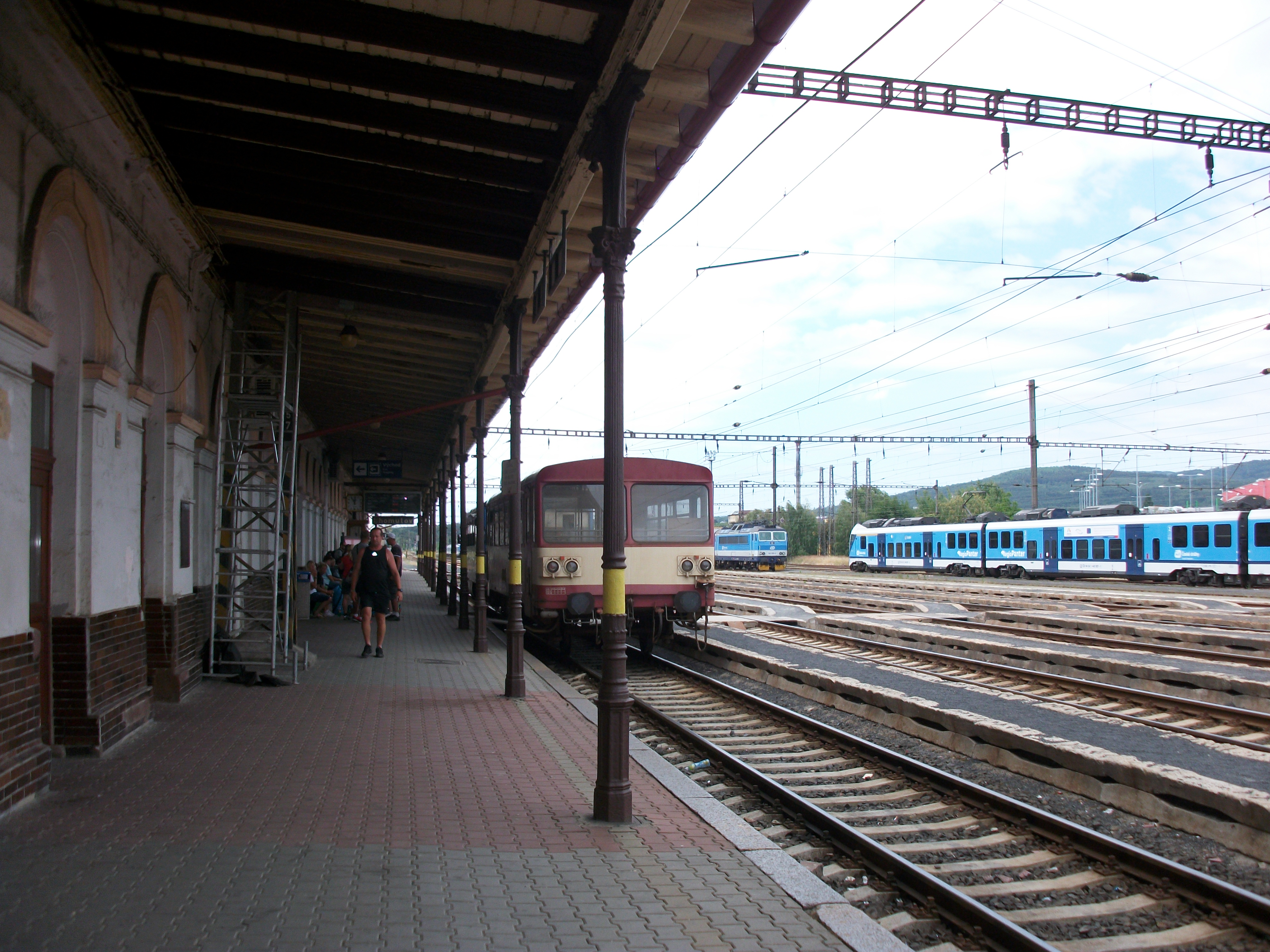
Bahnhof Chomutov (2018)
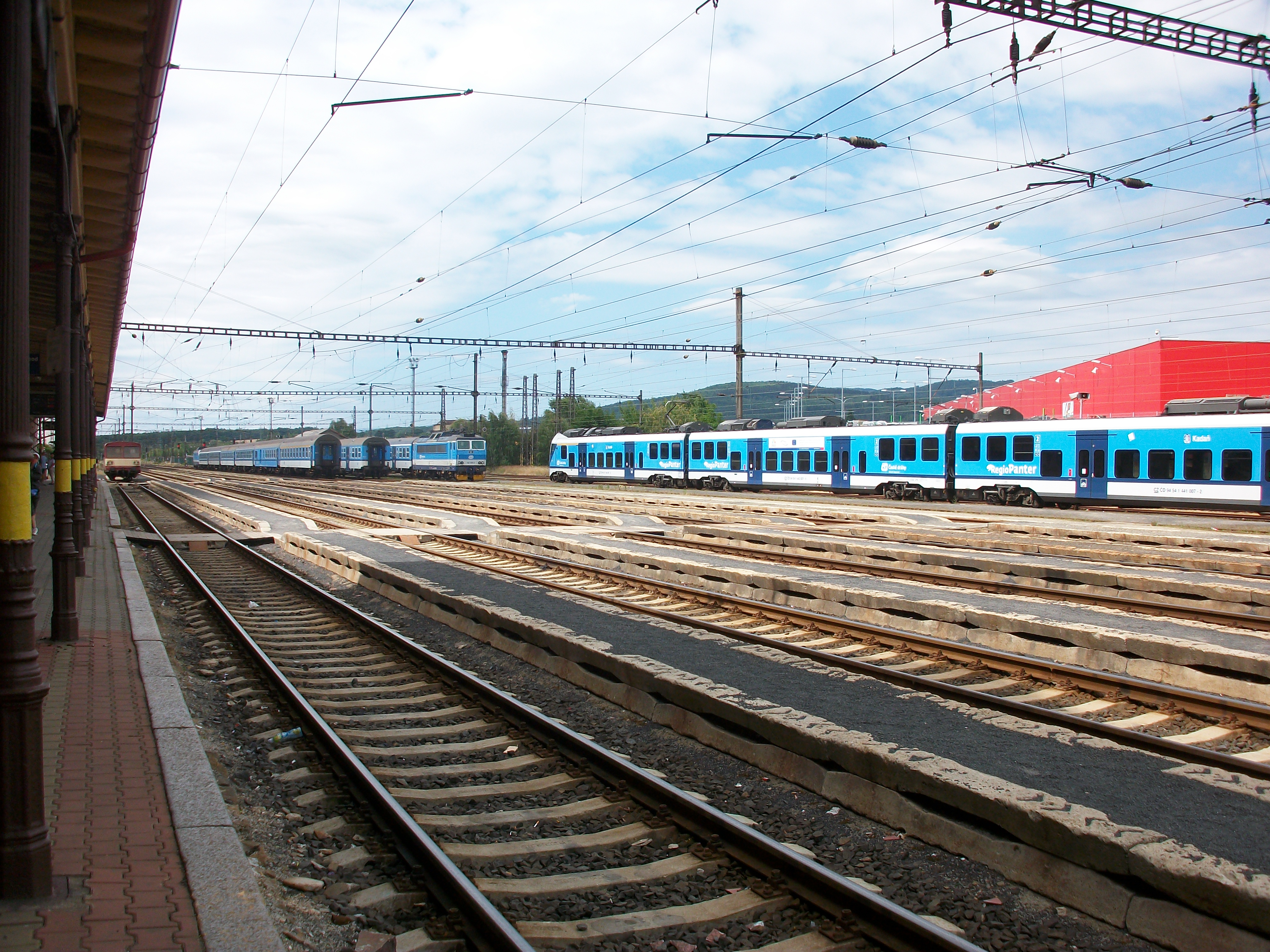
Bahnhof Chomutov (2018)